# Johana Bory
Johana Bory (* 10. Januar 1977 in Saint-Étienne, Frankreich; † 15. März 2010 in Nidau, Schweiz) war eine französische Schauspielerin und Puppenspielerin.

## Leben
Johana Bory entdeckte im Kindesalter ihre Leidenschaft für das Puppenspiel, autodidaktisch erlernte sie das Spiel mit den Marionetten. Die ersten Aufführungen beschränkten sich anfangs nur auf den Familien- und Freundeskreis. Da sie auch selbst Marionetten entwarf, beschloss sie 17-jährig ein eigenes Atelier zu eröffnen und Kurse anzubieten. Es folgten diverse Auftritte auf Festivals, in Theatern und Schulen. Um ihr Puppenspiel zu perfektionieren, besuchte sie die École Lassaad in Brüssel. Mit dem Théâtre Johana trat sie u. a. in Belgien, Italien und Kanada auf, im italienischen Parma bekam sie den Spezialpreis des Festivals. Zudem spielte sie in verschiedenen Theateraufführungen die Hauptrolle.
Im Jahr 2008 wurde bei ihr Krebs diagnostiziert, die Unheilbarkeit der Krankheit veranlasste sie, mit dem Filmproduzenten Res Balzli den Dokumentarfilm Bouton zu drehen.

## Filmografie
- 2011: Bouton